# Protheca
Protheca is een monotypisch geslacht van kevers uit de familie van de klopkevers (Anobiidae).

## Soort
- Protheca hispida LeConte, 1865